# ادعاءات غزو العراق 2003

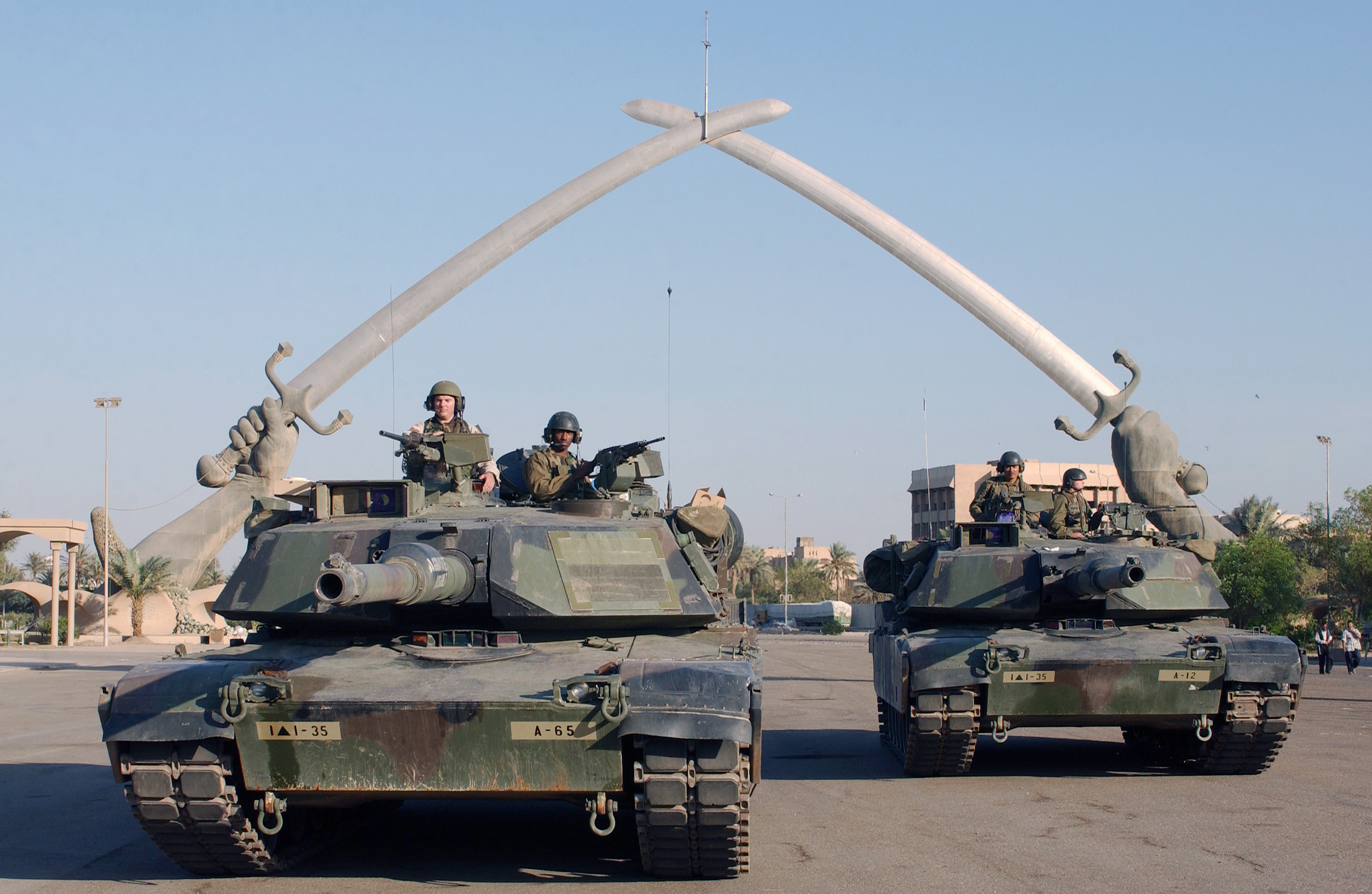
أبرامز أم 1 أيه 1 تلتقط صورة تحت «قوس النصر» في ساحة الاحتفالات، بغداد، العراق.

كانت شرعية غزو العراق في عام 2003 موضع خلاف، وتمحور النقاش حول مسألة ما إذا كان الغزو هجوماً غير مبرر على دولة مستقلة يمكن أن يكون مخالفاً للقانون الدولي، أو ما إذا كان مجلس الأمن التابع للأمم المتحدة قد أذن بالغزو (وما إذا كانت الشروط التي وضعت بعد حرب الخليج تسمح باستئناف الغزو إذا لم يمتثل العراق لقرارات مجلس الأمن). كثيرًا ما يشير أولئك الذين يدافعون عن شرعيتها إلى القرار المشترك 114 الصادر عن الكونغرس وقرارات مجلس الأمن التابع للأمم المتحدة، مثل القرارين قرار مجلس الأمن 1441 و678. إن الذين يعارضون شرعيتها يستشهدون أيضا ببعض المصادر نفسها، ويذكرون أنها لا تسمح بالحرب في الواقع، بل تضع شروطا يجب استيفاؤها قبل إعلان الحرب. بالإضافة إلى ذلك، لا يمكن لمجلس الأمن أن يأذن باستخدام القوة ضد «المعتدي» إلا من أجل الحفاظ على السلام، ولم يكن غزو العراق في عام 2003 ناجماً عن أي عمل عسكري عدواني.
وكان هناك نقاش ساخن حول ما إذا كان الغزو قد بدأ بإذن صريح من مجلس الأمن التابع للأمم المتحدة. تدعي حكومة الولايات المتحدة أن الغزو أذن به صراحة قرار مجلس الأمن 678 وبالتالي فهو يتوافق مع القانون الدولي. مما لا شك فيه أن قرار مجلس الأمن 678, الذي يأذن للدول الأعضاء في الأمم المتحدة «باستخدام جميع الوسائل اللازمة لصون وتنفيذ القرار 660 وجميع القرارات اللاحقة ذات الصلة، واستعادة السلام والأمن الدوليين في المنطقة»، لم يناقش إلا المعنى الفعلي للقرار. وفقا للمواد 39 إلى 42 من ميثاق الأمم المتحدة، فإن الاختصاص القانوني الوحيد لتحديد «العدوان» أو اعتبار الغزو غير قانوني هو مجلس الأمن. اجتمع مجلس الأمن لمدة يومين في عام 2003, واستعرض المتطلبات القانونية ذات الصلة وقرر «معالجة المسألة». لم ينظر مجلس الأمن في هذه المسائل منذ عام 2003. ومع ذلك، لا يزال النقاش العام مستمرا. وقد أعلن الأمين العام السابق للأمم المتحدة، كوفي أنان، أن غزو العراق «لم يكن متسقا مع ميثاق الأمم المتحدة وأن [الغزو] كان غير قانوني من وجهة نظر الميثاق».

## سجل صدام
أثناء إدارة صدام حسين، غزا إيران في عام 1980 وبدأ الحرب الإيرانية العراقية التي استمرت حتى عام 1988. حظي غزو العراق بدعم الولايات المتحدة، التي أرسلت أكثر من 5 مليارات دولار إلى الأحزاب السياسية المؤيدة لصدام، وباعت للعراق ما قيمته مئات الملايين من الدولارات من المعدات العسكرية خلال الحرب، استخدم صدام حسين الأسلحة الكيميائية 10 مرات على الأقل، بما في ذلك الهجمات على المدنيين. ثم في عام 1990, غزا العراق الكويت وعلى إثره بدأت حرب الخليج العربي. وقع صدام والأمم المتحدة اتفاقية لوقف إطلاق النار في عام 1991، والتي علقت الأعمال القتالية في حرب الخليج، ومنذ ذلك الحين، اعتبرت واشنطن ولندن أن العراق انتهك مراراً وتكراراً 16 قراراً مختلفا لمجلس الأمن الدولي بين عامي 1990 و2002. أجرى فريق الاستقصاء المعني بالعراق مقابلات مع مسؤولي النظام، الذين قالوا إن صدام حسين لا يزال يستخدم علماء الأسلحة ويعتزم استئناف برامج العراق لأسلحة الدمار الشامل، بما في ذلك الأسلحة النووية، بعد رفع عمليات التحقق. بموجب قرار الأمم المتحدة 1441, منح «فرصة أخيرة» للامتثال، ورأت واشنطن أن العراق انتهك القرار مرة أخرى بتقديم تقارير كاذبة إلى مفتشي لجنة الأمم المتحدة للرصد والتحقق والتفتيش ومواصلة منعهم من تفتيش مواقع أسلحة الدمار الشامل في البلاد.
وخلال حرب الخليج، أخذ العراق مدنيين أجانب رهائن على نطاق لم يسبق له مثيل. حاول صدام حسين استخدام الإرهاب ضد الولايات المتحدة خلال حرب الخليج وضد الرئيس السابق جورج بوش الأب في الكويت في عام 1993 لأنه قاد حرب الخليج ضده. ولديه تاريخ طويل في دعم المقاتلين الفلسطينيين، وتوفير الأموال لأسر المفجرين الانتحاريين، وتوفير المأوى للجماعات المقاتلة الأخرى التي تعارض البلدان المجاورة في المنطقة.
في عام 1988، وقعت حملة الأنفال في إقليم كردستان ونفذها علي حسن المجيد، ابن عم صدام حسين. وجاء في وثيقة موقعة من علي حسن المجيد أن «جميع المعتقلين في هذه القرى يجب أن تحتجزهم أجهزة الأمن وأن تستجوبهم، وأن من تتراوح أعمارهم بين 15 و70 سنة يجب إعدامهم بعد الحصول على أي معلومات مفيدة منهم». وتشمل هذه الفئة المستهدفة الذكور في أي سن قتال. بعد طرد القوات العراقية من الكويت في عام 1991، قام نظام صدام حسين بقمع الانتفاضات الكردية في الشمال والشيعية في الجنوب. ويُزعم أن أكثر من 40,000 كردي و60،000 أو أكثر من الشيعة قد أُعدموا خلال هذه الفترة.
في عام 2000، نشر الاتحاد الدولي لرابطات حقوق الإنسان وائتلاف العدالة في العراق، وهما منظمتان لحقوق الإنسان، تقريراً مشتركاً يوثق تلقين الأطفال في القوات المقاتلة. تم تجنيد هؤلاء الأطفال الذين لا تتجاوز أعمارهم خمس سنوات في أشبال صدام. سيتم فصل الأطفال عن والديهم وتلقي التدريب العسكري. ويُعدم الآباء الذين يعارضون هذا التجنيد، وإذا لم يمتثلوا، يُسجن الأطفال. ذكر سكوت ريتر هذه السجون لاحقًا في مقابلة مع مجلة تايم.
قال نائب الرئيس ديك تشيني في عام 2006 إن الولايات المتحدة ستظل تغزو العراق حتى لو أظهرت الاستخبارات عدم وجود أسلحة دمار شامل. وقال إن حسين لا يزال خطيرًا بسبب تاريخه في استخدام أسلحة الدمار الشامل وأن إخراجه من منصبه «هو النهج الصحيح».
ووفقا لما ذكره دونالد رامسفيلد، فقد أعطى صدام حسين أسرة الانتحاري الذي كان عدوانيا ضد إسرائيل 25,000 دولار من دولارات الولايات المتحدة.

## الأمم المتحدة

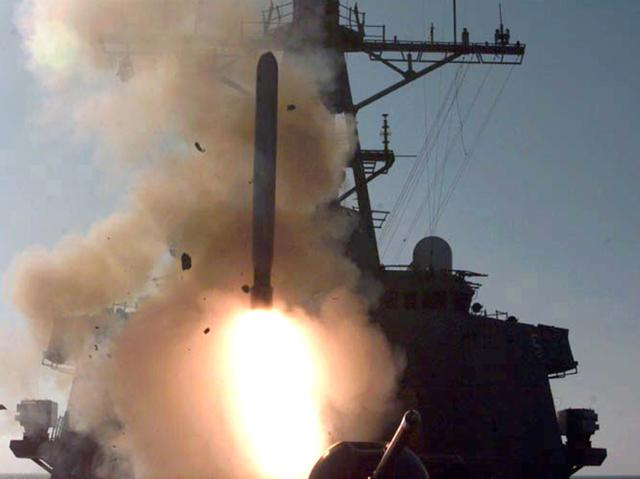
إطلاق صاروخ توماهوك كروز (TLAM) من مدمرة من طراز آرلي بيرك في الموجة الرابعة من الهجمات على العراق لدعم عملية ثعلب الصحراء.

وكجزء من اتفاق وقف إطلاق النار في حرب الخليج عام 1991, وافقت حكومة العراق على قرار مجلس الأمن 687 الذي يدعو مفتشي الأسلحة إلى البحث في العراق عن الأسلحة الكيميائية والبيولوجية والنووية والأسلحة التي تزيد مسافاتها الفعلية عن 150 كيلومتراً. وعقب اتخاذ القرار 687, اتخذ مجلس الأمن 13 قرارا إضافيا (699, 707, 715, 949, 105, 106, 111, 1134, 1137, 1154, 1194, 1205, 1284) تؤكد من جديد استمرار عمليات التفتيش أو تشير إلى عدم امتثال العراق امتثالا كاملا لهذه القرارات. في 9 سبتمبر 1998, اتخذ مجلس الأمن القرار 1194 الذي أدان فيه بالإجماع تعليق العراق لتعاونه مع اللجنة الخاصة، وبعد ذلك بشهر، في 31 أكتوبر، أعلن العراق رسميا أنه سيوقف جميع أشكال التفاعل مع اللجنة الخاصة.
وفي الفترة من 31 أكتوبر 1998 إلى بداية عملية ثعلب الصحراء) 16 ديسمبر 1998 (عقدت حكومة العراق محادثات مع مجلس الأمن التابع للأمم المتحدة. وخلال هذه المحادثات، حاول العراق أن يضع شروطا على عمل اللجنة الخاصة والوكالة الدولية للطاقة الذرية، في انتهاك للقرارات السابقة التي تدعو إلى الوصول غير المشروط. قدم سفير العراق لدى الأمم المتحدة، نزار حمدون، رسالة ثالثة في 31 أكتوبر، وصف فيها موقف الحكومة العراقية بأنه «غير صالح», وقد خفت حدة الوضع منذ ذلك الحين. بعد استئناف عمليات التفتيش على الأسلحة، طلبت اللجنة الخاصة وثائق الأسلحة المتصلة باستخدام الأسلحة وتدميرها خلال الحرب بين إيران والعراق. ورفضت حكومة العراق هذا الطلب لأنه مكتوب بخط اليد ولا يدخل في نطاق ولاية الأمم المتحدة. أصر مفتشو الأمم المتحدة على أنه من أجل معرفة ما إذا كان العراق قد دمر جميع الأسلحة، يجب أن يعرف «إجمالي مخزون الأسلحة الكيميائية العراقية». اندلعت حوادث أخرى عندما طلب مسؤولون عراقيون تفتيش«قائمة الأصناف والمواد» خلال عمليات التفتيش المفاجئة.
في 16 ديسمبر 1998, أطلق الرئيس الأمريكي بيل كلينتون عملية ثعلب الصحراء على أساس أن العراق فشل في الامتثال الكامل للوائح المفتشين. لاحظت كلينتون أن الحكومة العراقية أعلنت في 31 أكتوبر أنها لن تتعاون مع اللجنة الخاصة. ولوحظ أيضا بذل جهود عديدة لإعاقة موظفي اللجنة الخاصة، بما في ذلك منع تصوير الأدلة وتصوير الوثائق، ومنع إجراء مقابلات مع الموظفين العراقيين.
تم سحب فريق التفتيش قبل قصف عملية ثعلب الصحراء ولم يعودوا لمدة أربع سنوات. ومنذ أن أصدر نائب الرئيس العراقي طه ياسين رمضان تعليماته إلى القوات العراقية بمهاجمة جميع الطائرات في المنطقة، أصبحت منطقة حظر الطيران التي فرضتها الولايات المتحدة والمملكة المتحدة وفرنسا (انسحبت لاحقاً), والتي كانت شرعيتها موضع خلاف، مسرحا لتبادل مستمر لإطلاق النار.
مذكرة كتبها وزير الدفاع الأمريكي رامسفيلد في 27 نوفمبر 2001 تدرس غزواً أمريكياً للعراق. جزء من المذكرة يتساءل «كيف تبدأ?»), التي تسرد العديد من الأسباب المحتملة للحرب بين الولايات المتحدة والعراق، بما في ذلك «النزاع حول التفتيش على أسلحة الدمار الشامل -.. بدء النظر في متطلبات التحقق الآن». وفي نهاية عام 2002, وبعد ضغوط دولية ومزيد من قرارات الأمم المتحدة، سمح العراق لأفرقة التفتيش بالعودة إلى البلد وفي عام 2003, كانت لجنة الأمم المتحدة للرصد والتحقق والتفتيش تقوم بعمليات تفتيش في العراق، لكنها أمرت بالانسحاب. لا يوجد دليل موثوق به على إنتاج أسلحة الدمار الشامل (انظر تقرير دولفر), ولم يعثر على أي أسلحة دمار شامل بعد عام 1991 وحتى الآن. اعترف جورج دبليو بوش في وقت لاحق أن «معظم نتائج الاستخبارات كانت خاطئة».
زودت الولايات المتحدة مجلس الأمن التابع للأمم المتحدة بمعلومات من وكالة المخابرات المركزية وMI5 البريطانية، مما يشير إلى أن العراق يمتلك أسلحة دمار شامل. تزعم الولايات المتحدة أن السبب هو أن العراق انتهك العديد من قرارات الأمم المتحدة، وآخرها قرار مجلس الأمن الدولي 1441. ادعى رئيس الولايات المتحدة جورج دبليو بوش أن أسلحة الدمار الشامل العراقية تشكل تهديدا كبيرا للولايات المتحدة وحلفائها. وقد امرت الامم المتحدة فريق تفتيش انموفيك قبل انهاء تفويضها أو انهاء تقريره لان الغزو بقيادة الولايات المتحدة بدا وشيكا.

### أسلحة الدمار الشامل
وفي الماضي، كانت ألمانيا وفرنسا والولايات المتحدة والمملكة المتحدة تزود العراق بالأسلحة الكيميائية والتكنولوجيا اللازمة لاستحداثها. (استخدم صدام هذه الأسلحة ضد القوات الإيرانية والمدنيين الأكراد في مدينة حلبجة العراقية في الحرب الإيرانية العراقية. خلال حرب الخليج عام 1990, أتيحت لصدام الفرصة لاستخدام هذه الأسلحة، لكنه اختار عدم استخدامها. ومن بين الأسباب التي أشير إليها افتقار القوات العراقية إلى أحدث المعدات لحماية نفسها من الآثار، والسرعة التي عبرت بها القوات الأمريكية الصحراء المفتوحة. من عام 1991 إلى عام 1998, قامت اللجنة الخاصة بتفتيش العراق وعملت على العثور على مخزونات أسلحة الدمار الشامل وتدميرها. وقد حلت لجنة الأمم المتحدة للرصد والتحقق والتفتيش محل هذا الفريق في عام 1999.
في عام 2002, انتقد مفتش الأسلحة السابق في اللجنة الخاصة للأمم المتحدة سكوت ريتر بشدة إدارة بوش ووسائل الإعلام لاعتمادها على شهادة ما يسمى بالعالم النووي العراقي والمنشق خضر حمزة لتبرير غزو العراق.

## معارضي الغزو
إن معارضي الحرب في العراق لا يعتبرون انتهاك العراق لقرارات الأمم المتحدة مبررا لشن هذه الحرب، إذ لا يحق لأي دولة بموجب ميثاق الأمم المتحدة أن تحكم على التزام العراق بقرارات الأمم المتحدة وتنفيذها. وعلاوة على ذلك، يجادل النقاد بأن الولايات المتحدة تطبق معايير مزدوجة للعدالة، ويشيرون إلى أن دولاً أخرى، مثل إسرائيل، تنتهك أيضاً قرارات الأمم المتحدة بامتلاكها أسلحة نووية.
انتقد الفيلسوف الإيطالي جورجيو أجامبين منطق الحرب الوقائية.
وعلى الرغم من أنه من المعروف جيدا أن العراق كان نشطا في الماضي في تطوير برنامج للأسلحة النووية ومحاولة شراء مواد ومعدات لصنع أسلحة نووية، فإن هذه الأسلحة والمواد لم يتم اكتشافها بعد. وقد أشار الرئيس بوش في خطابه عن حالة الاتحاد في عام 2003 إلى محاولة العراق شراء اليورانيوم في أفريقيا، وهو ما يعتقد الآن على نطاق واسع أنه يستند إلى وثائق مزورة (انظر الكعكة الصفراء المزورة).
ويعلق روبرت فيسك، مراسل صحيفة إندبندنت في الشرق الأوسط، في كتابه " الحرب العظيمة للحضارة"، أن التاريخ يعيد نفسه. وقال فيسك في برنامج الأخبار التلفزيونية الهولندية نوفا "إنه ليس مجرد تشابه، إنه نفس "البصمة". في عام 1917، غزت بريطانيا العراق، مدعية "ليس كغازية، ولكن كمحررة". وبعد انتفاضة عام 1920، " كانت البلدة الأولى التي تعرضت للقصف هي الفلوجة، وكانت البلدة التالية المحاصرة هي النجف". ثم ادعت مخابرات الجيش البريطاني أن الإرهابيين يعبرون الحدود من سوريا. تقدم رئيس الوزراء البريطاني لويد جورج إلى مجلس العموم وأعلن أنه " إذا غادرت القوات البريطانية العراق، فستكون هناك حرب أهلية". اعتزم البريطانيون بناء دولة ديمقراطية في العراق. ومع ذلك، تم "انتخاب" ملك في استفتاء. "لقد قرروا عدم استخدام الجيش على الأرض، وهو أمر خطير للغاية، وسوف يستخدمون سلاح الجو الملكي لقصف القرى من الجو. وفي نهاية المطاف، [ … ] غادرنا، وأطيح بزعيمنا، واستولى حزب البعث، الذي كان حينئذ حزبا اشتراكيا ثوريا - صدام حسين - على السلطة. أخشى أن العراق الذي ننشئه الآن هو عراق فوضوي ومضطرب. طالما بقينا هناك، فإن الفوضى ستزداد سوءًا. "
في ديسمبر 2002، اتهمت بغداد الولايات المتحدة باستخدام معايير مزدوجة، حيث قارنت الحشد العسكري الأمريكي في الخليج العربي بقرار إدارة بوش باستخدام الوسائل الدبلوماسية لمحاولة حل أزمة الأسلحة النووية في كوريا الشمالية.
وقالت صحيفة الثورة الرسمية التابعة لحزب البعث، إنه من الظلم أن تستعد واشنطن للحرب مع العراق، الذي يتعاون مع مفتشي الأسلحة التابعين للأمم المتحدة ولكنها تسعى إلى حل سلمي في كوريا الشمالية، التي طردتهم للتو. وقالت الصحيفة: «انظروا كيف تتعامل واشنطن مع الحالتين، وكيف تهدد بغزو العراق، الذي لا يمتلك أسلحة دمار شامل». في الوقت نفسه، صرحت الحكومة الأمريكية بأنها تأمل في إنهاء الأزمة مع كوريا الشمالية بسلام. وذكرت الصحيفة أن بغداد تتعاون تعاونا كاملا مع الأمم المتحدة. فلماذا تواصل الولايات المتحدة وبريطانيا تهديدها؟ وكتبت الصحيفة. هل لأن العراق دولة عربية؟ أم لأن العراق دولة نفطية؟ أم أن السبب في ذلك هو أن جماعات الضغط الصهيونية داخل الحكومة الأمريكية تريد تصفية الحسابات القديمة؟

## وصلات خارجية
- CIA’s final report: No WMD found in Iraq
- Children as "Collateral Damage" of the War in Iraq
- Jan Frel (10 يوليو 2006). "Could Bush Be Prosecuted for War Crimes?". . مؤرشف من الأصل في 2022-07-12. اطلع عليه بتاريخ 2006-07-10. {{استشهاد بخبر}}: روابط خارجية في |مؤلف= و|ناشر= (مساعدة)صيانة الاستشهاد: أسماء عددية: قائمة المؤلفين (link)